# Tempelhüter

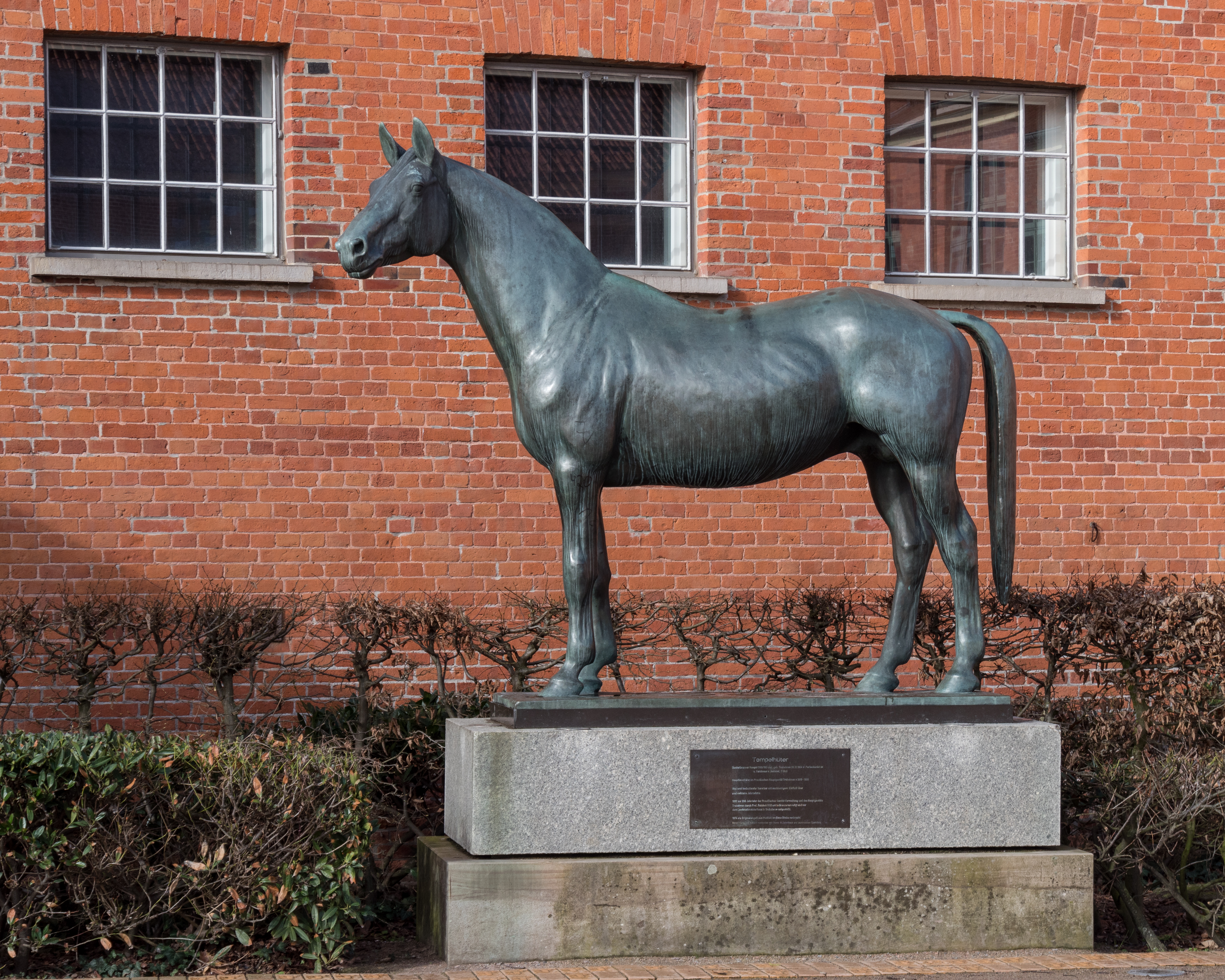
Oryginalny pomnik z 1932 roku ogiera Tempelhüter w Verden (Aller)

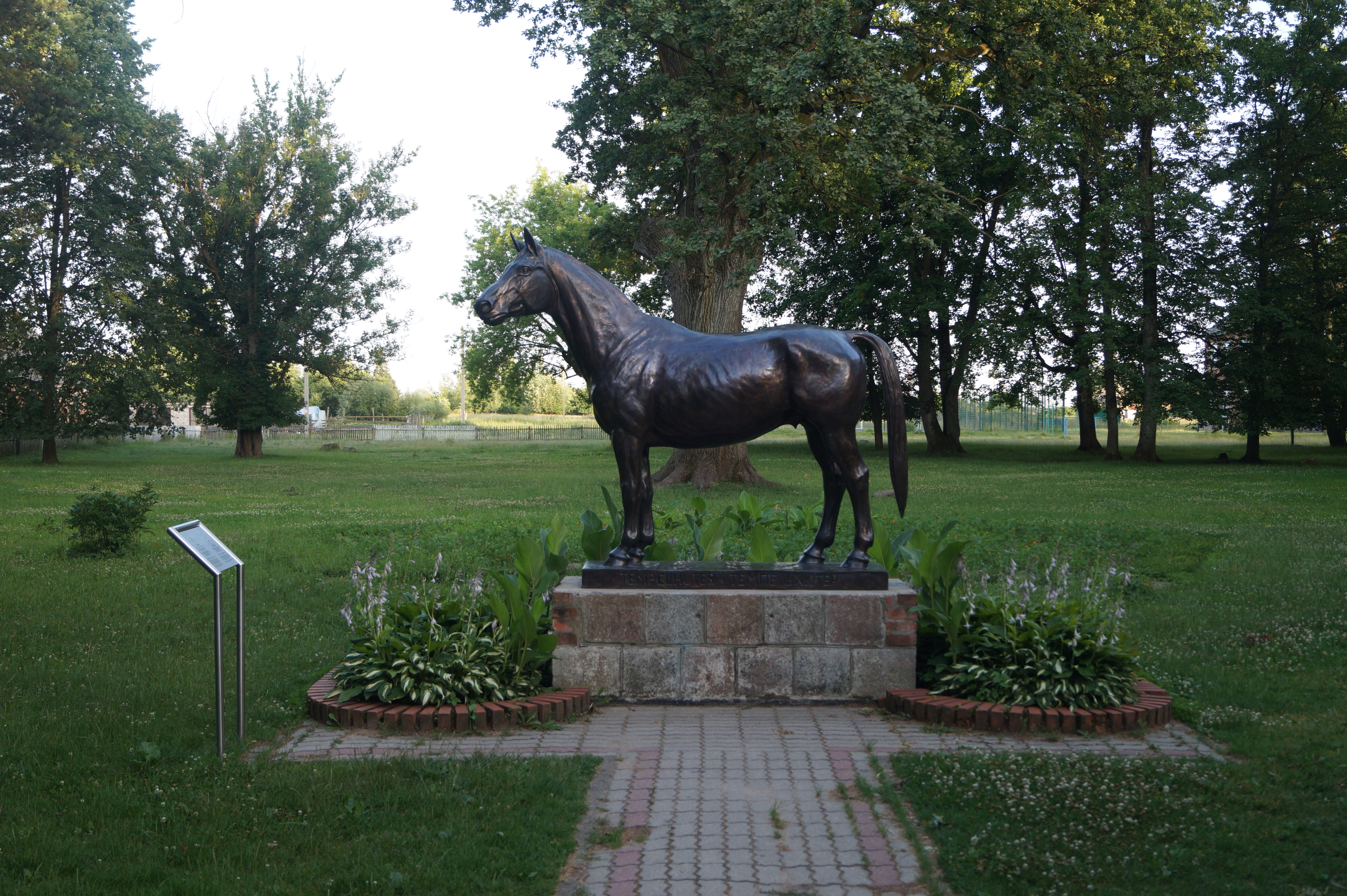
Kopia pomnika z 2013 roku w m. Jasnaja Polana (Trakehnen)

Ogier Tempelhüter (ur. 20 grudnia 1904 w Trakenach, zm. 16 stycznia 1933 tamże) – jeden z najbardziej znanych ogierów reproduktorów Królewskiej Stadniny Koni w Trakenach (Hauptgestüt Trakehnen). Był na tyle cenny w procesie hodowli koni, że posąg z brązu z jego wizerunkiem został wykonany i umieszczony w Trakenach.
W latach 1909–1915 ogier Tempelhüter był głównym reproduktorem w stadninie koni w Braniewie, a następnie w latach 1916–1931 głównym reproduktorem w stadninie koni w Trakenach. W Trakenach był ojcem 333 narodzonych źrebiąt, z których następnie zachowano w trakeńskiej hodowli 59 klaczy oraz 65 ogierów. Ponadto pozostawił 115 koni aukcyjnych.
Tempelhüter osiągnął w wieku 17 lat wysokość w kłębie 159 cm. Charakterystyczna była jego znaczna długość tułowia – 166 cm. Były to cechy korzystne w procesie reprodukcji.

## Upamiętnienie
Spiżowa statua Tempelhütera autorstwa rzeźbiarza Reinholda Kuebarta została wykonana w 1932 roku przed domem mistrza stajni Trakenach z okazji 200. rocznicy stadniny koni. W 1944 r. statua jako trofeum wojenne została zdemontowana przez żołnierzy Armii Czerwonej, przewieziona do Moskwy i umieszczona przed wydziałem hodowli zwierząt ministerstwa rolnictwa. W latach 1989/90 pomnik został zdewastowany przez chuliganów, ogień zniszczył brązową glazurę. Dzięki zagranicznym darowiznom dokonano renowacji pomnika, zaś sam pomnik przeniesiono w bezpieczniejsze miejsce, do muzeum rolnictwa.
W 1974, dzięki licznym darowiznom, oryginał pomnika został wykupiony i przetransportowany do Niemiec, do miejscowości Verden (Aller), i umieszczony przed tamtejszym muzeum koni. 29 września 2013 odsłonięto kopię tego pomnika oryginalnej wielkości w pierwotnej lokalizacji w Trakenach.